# Jugial
Jugial é uma vila no distrito de Gurdaspur, no estado indiano de Punjab.

## Demografia
Segundo o censo de 2001, Jugial tinha uma população de 16,664 habitantes. Os indivíduos do sexo masculino constituem 54% da população e os do sexo feminino 46%. Jugial tem uma taxa de literacia de 79%, superior à média nacional de 59.5%: a literacia no sexo masculino é de 81% e no sexo feminino é de 76%. Em Jugial, 11% da população está abaixo dos 6 anos de idade.